# Río Mendoza
El río Mendoza  es un río ubicado en el norte de la provincia de Mendoza, Argentina. Pasa por la ciudad de Luján de Cuyo, ubicada en las cercanías de la ciudad de Mendoza, capital de la provincia. Es una de las fuentes de agua para riego más importantes del país.
Formado totalmente por aguas de deshielo, nace en la localidad de Punta de Vacas, lugar en que confluyen los ríos Tupungato y Cuevas e, inmediatamente aguas abajo, por margen izquierda, el río Vacas; desde ese lugar recibe aportes de los ríos Colorado y Blanco (por margen derecha) y los arroyos Picheuta y Uspallata por margen izquierda. Irriga las tierras de los departamentos de Luján de Cuyo, Maipú, Las Heras, San Martín y Lavalle en la provincia de Mendoza y desemboca en las lagunas de Guanacache. Estas lagunas —cuyo colector es el río Desaguadero— se han ido desecando con el paso del tiempo, debido al desvío de las aguas de los ríos Mendoza y San Juan.
Posee un caudal de 50 m³/s y abastece los principales oasis de la región.

## Obras hidráulicas

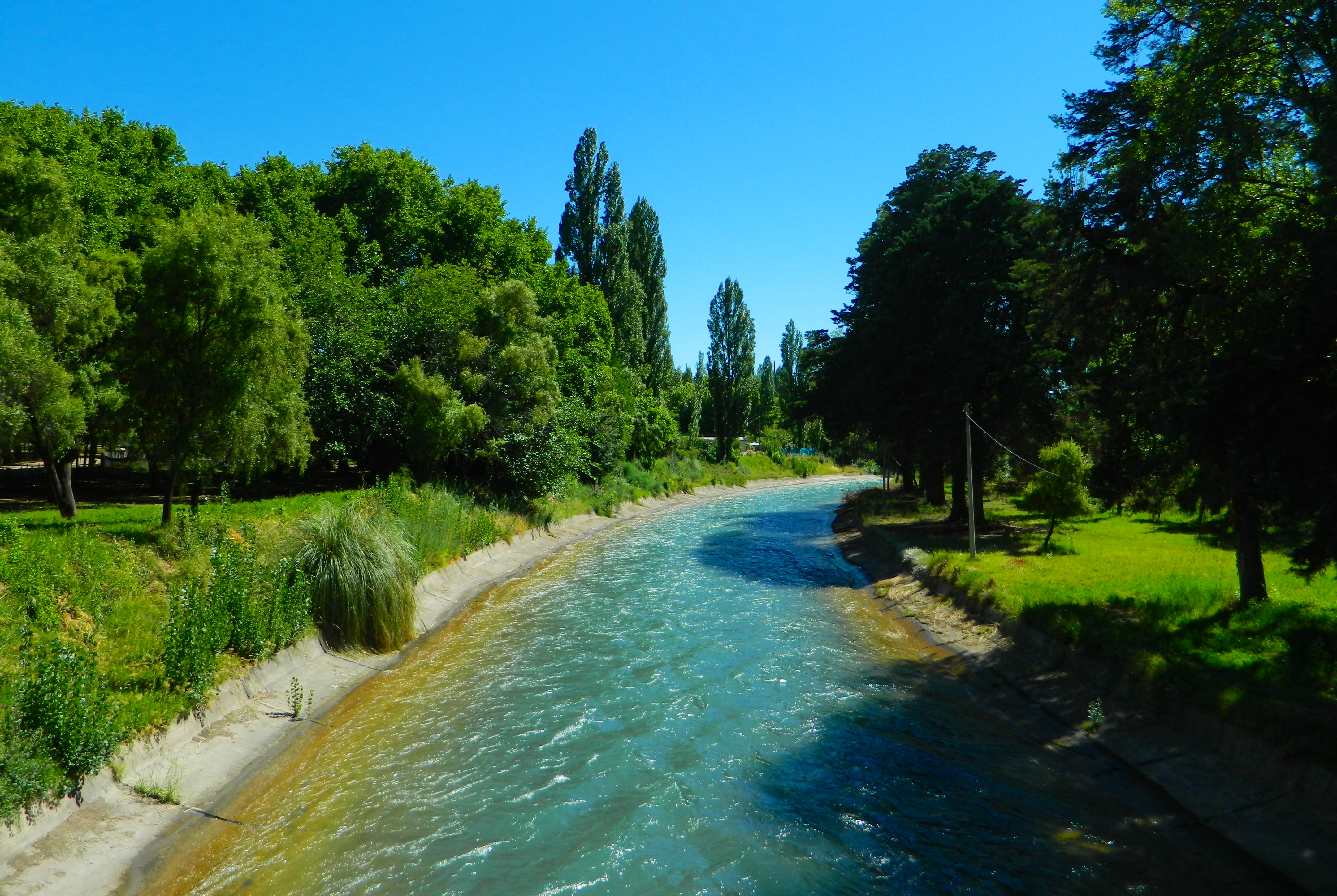
Dique Cipolletti.

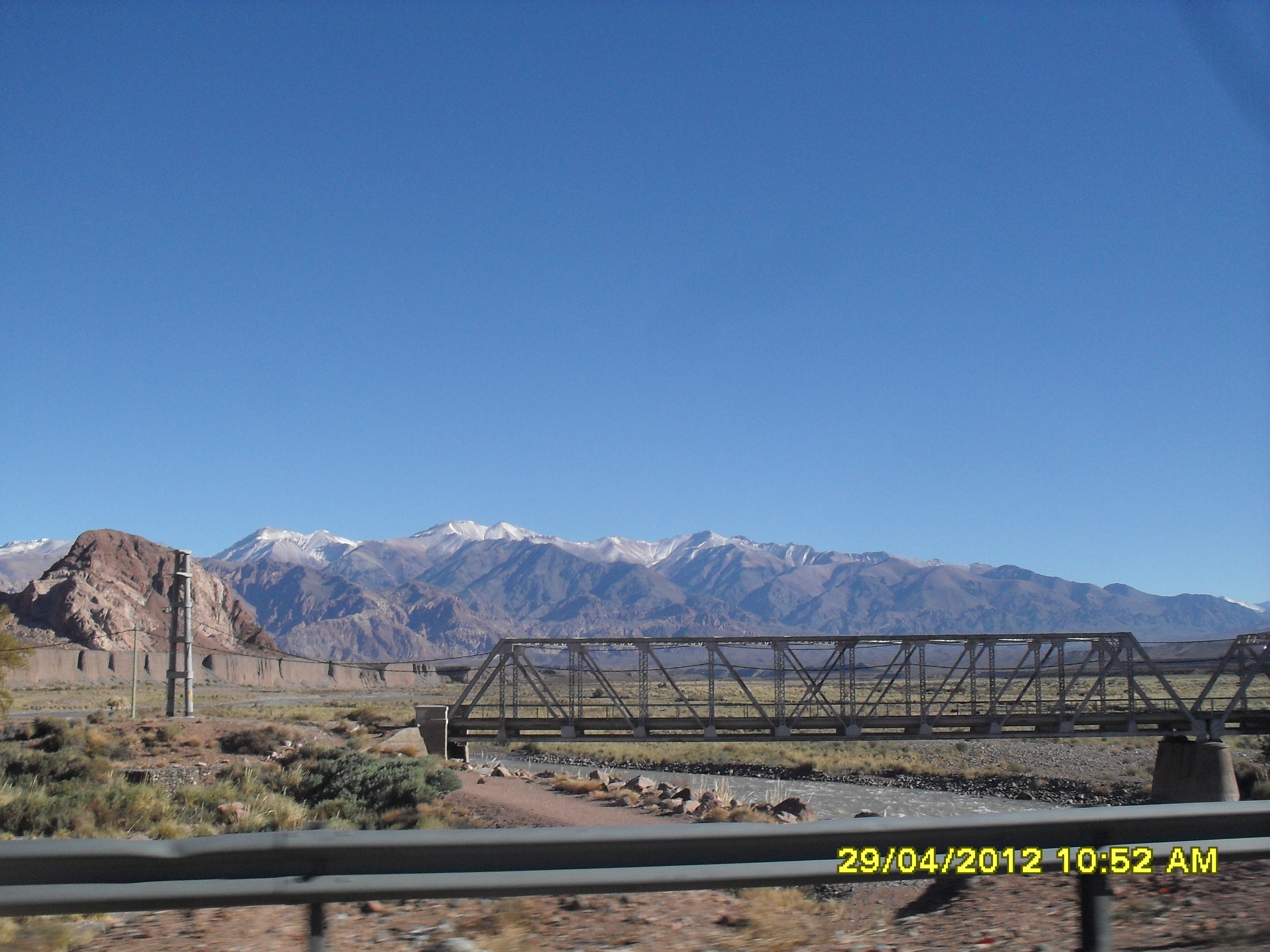
Río Mendoza desde RN 7. Se puede observar un puente del antiguo ferrocarril transandino

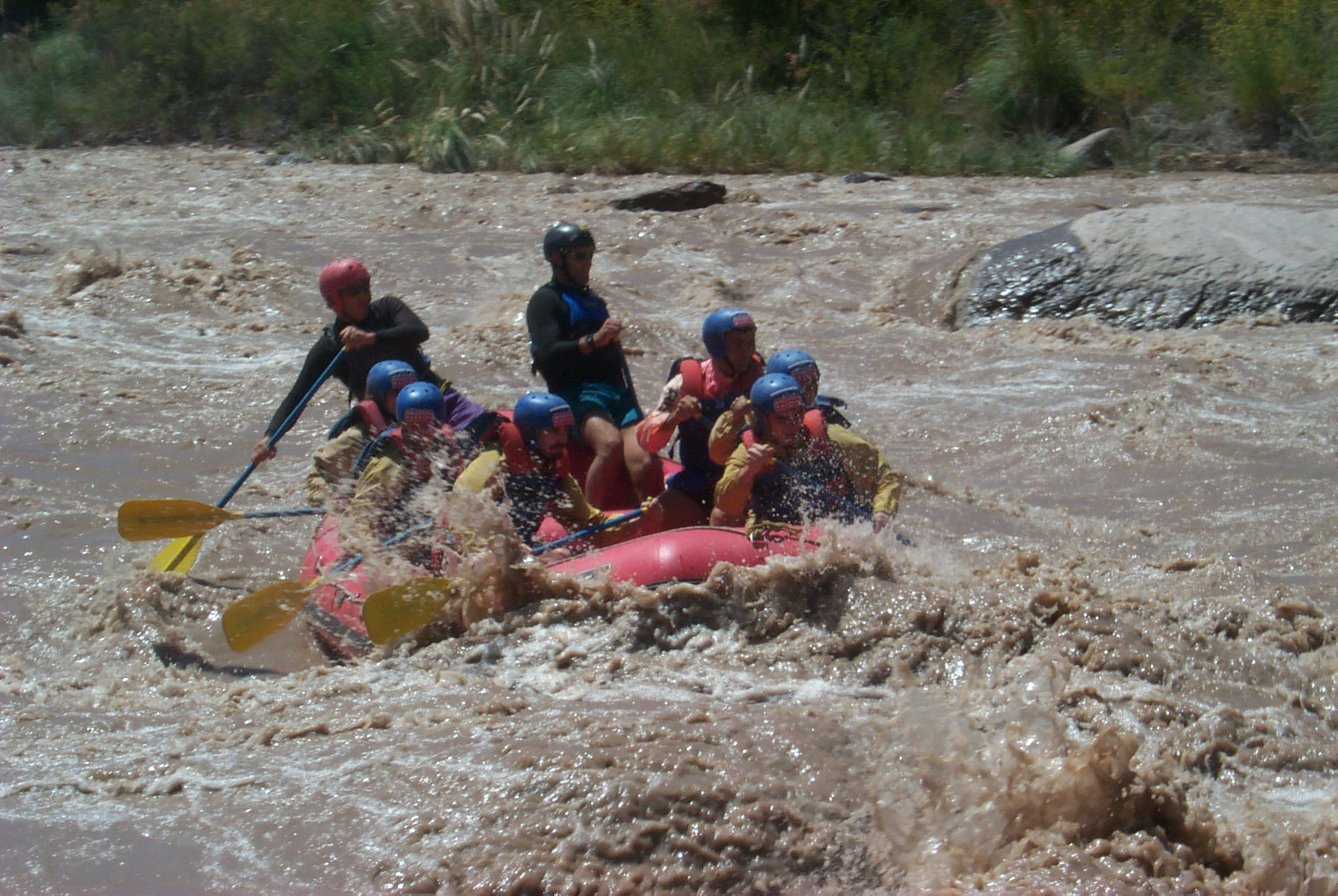
Rafting en el río Mendoza.

El dique "Cipoletti" fue construido por el ingeniero italiano Cesare Cipolletti —radicado en Mendoza— e inaugurado en 1890; se utiliza como defensa ante posibles crecidas de caudal y como desviador para el agua de riego que se transfiere al canal Cacique Guaymallén, el más grande de la provincia.
En 1962 se inicia la construcción de la defensa contra aluviones de la destilería YPF (Obra licitada por el Depto. general de Irrigación y construida por la empresa Filadelfo Urfalino e Hijo). La misma consistía en la derivación de los aluviones originados en el costado Oeste de la destilería. A tal fin se construyo un canal de 7Km de longitud que funciono como colector de dichas aguas y su entrega a rio Mendoza. Este canal se origina en la zona denominada Las Avispas y concluye en el río Mendoza por medio de un gran descargador (Descargador Urfalino). Dicho descargador se construyó en hormigón armado y tiene 45 metros de altura (estructura con contrafuertes) y se habilitó en 1964.
En 1993, mediante la ley N° 3.543, se autorizó la construcción del dique "Las Compuertas", para toma de agua, compuesto por una presa fusible y otra móvil, cada uno con sus compuertas, obras de toma con su canal moderador, edificios descargador y purga, canal de acceso a la toma, canal aductor y cámaras desarenadoras y de comparto.
En 2001 comenzó a llenarse el embalse Potrerillos, ubicado a 1381 m s. n. m., que contó con una inversión de 268 millones de dólares y tiene como objetivos regular los caudales del río, generar energía hidroeléctrica y dotar de agua potable a la población del Gran Mendoza.
En el curso superior de este río se ha proyectado un complejo hidroeléctrico, que incluiría cuatro pequeños embalses y conduciría el agua del río Mendoza al menos 45 km por dentro de tuberías excavadas en la roca. La obra principal estaría ubicada en el valle en que se forma el río, en Punta de Vacas.

## Turismo
Durante el verano, es visitado por cientos de turistas que optan por contemplar el paisaje o realizar diversas actividades deportivas, posee una amplia infraestructura para practicar ráfting (clase IV) y kayak sobre todo en la villa costera de Potrerillos.
Para los amantes del excursionismo vale la pena recorrer los senderos de montaña y la trocha del tren para encontrar sitios arqueológicos de gran belleza. Existen los vestigios de un conjunto de pueblos de montaña que jalonan el alto valle del río Mendoza. Ellos son testimonio silente de la modernidad desde su aparición en el contexto de implantación del Ferrocarril Trasandino, a fines del siglo XIX. Su presencia en el itinerario cordillerano fue fundamental dado que facilitaron el comercio y el transporte. En el tramo más occidental de la ruta que vincula Buenos Aires con las ciudad de Santiago y El Puerto de Valparaíso del vecino país de Chile.